# Tabasaranskij rajon
Il Tabasaranskij rajon (in russo Табасаранский район?) è un municipal'nyj rajon della Repubblica autonoma del Daghestan, in Caucaso.